# 일류신 Il-78
일류신 Il-78 미다스는 러시아가 주력으로 사용하는 전략 공중급유기이다.

## 미국
일류신 Il-78은 최대이륙중량 210톤으로서, 미국의 전략 공중급유기 보잉 KC-135 스트래토탱커(146톤), 주력인 KC-135를 보충하고 있는 미국의 KC-10 익스텐더(267톤), 일본 항공자위대의 보잉 KC-767(186톤), 유럽산 에어버스 A330 MRTT(233톤)과 비교된다.
일류신 Il-78이 러시아의 주력인데 비해, 미국의 주력은 보잉사의 KC-135(415대)로서, 1956년 실전배치되었다. 이를 대체하기 위한 KC-X 사업을 진행해서 처음에 에어버스 A330 MRTT가 선정되었으나, 보잉사가 항의를 하여 미국 감사원이 계약을 취소했고, 2011년 2월 보잉 KC-767가 선정되었다. 179대가 납품될 계획이다. 재입찰에서 에어버스 A330 MRTT가 탈락된 이유는 몇몇 미군기를 급유할 수 없다는 것으로 아예 입찰 자격 자체를 막았다. 유럽과 무역 마찰이 크게 일어났었다.

## 대한민국
러시아는 2000년과 2006년에 불곰사업으로 일류신 Il-78 공중급유기 도입을 제안했는데, 한국은 거절했다. 한국은 미제 전투기와 급유장치의 호환이 안 된다는 이유를 들었으나 파키스탄 공군의 주력기도 F-16이다.
2011년 9월 8일 러시아 Tu-95 정찰기가 한국방공식별구역[KADIZ]과 일본방공식별구역[JADIZ]을 각각 침범하여, 일본 영해를 따라 정찰비행하였다. 한국과 일본의 전투기 10여대가 긴급발진을 하였다. 일본을 한 바퀴 돌고서 일류신 Il-78로부터 공중급유를 받았다. 투폴레프 Tu-95 참조.

## 사용 국가
2009년 3월 14일 기준으로 34대가 사용중이다.

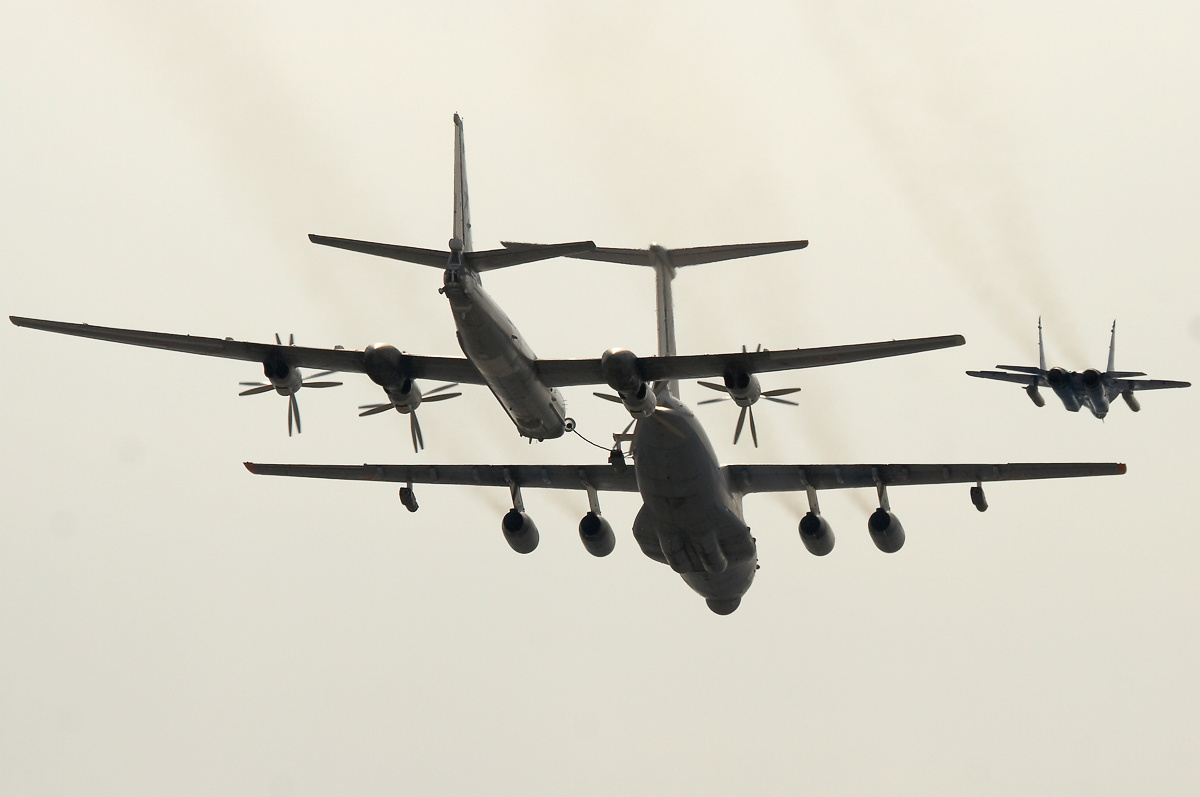
Tu-95MS가 2008년 모스크바 승전기념일 퍼레이드에서 공중급유를 시연하고 있다.

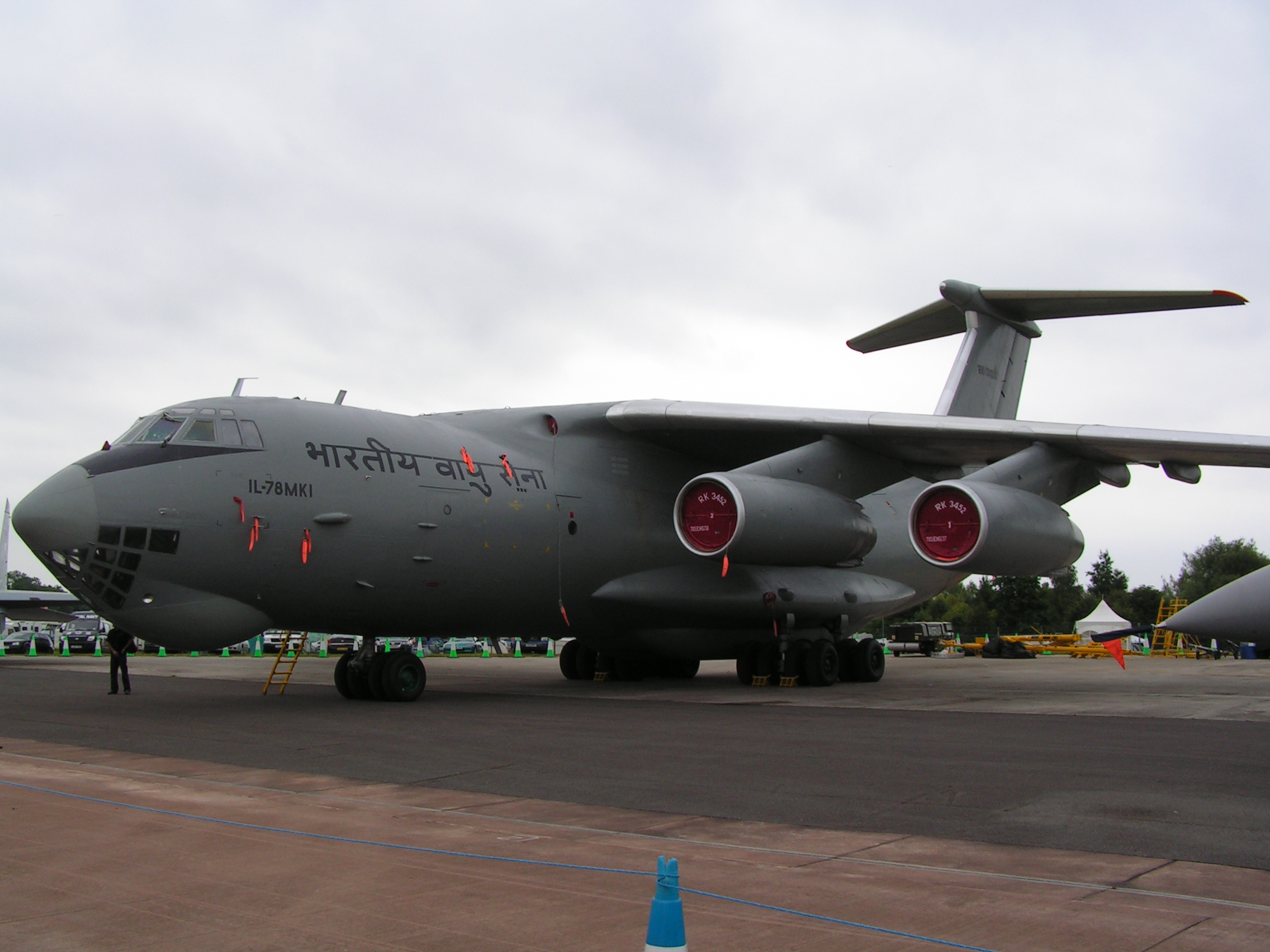
인도 공군의 Il-78MKI

- 알제리 - 4대
- 이집트 -
- 중화인민공화국 - 13대
- 인도 - 6대
- 리비아 -
- 파키스탄 - 4대
- 러시아 - 16대
- 우크라이나 -
- 이집트 -

### 잠재적 사용 국가
- 베네수엘라[4]

## 제원 (Il-78M)[5]
일반 특성
- 승무원: 6
- 용량: 138,000 kg (304,233 lb) of fuel
- 길이: 46.59 m (152 ft 10 in)
- 날개폭: 50.50 m (165 ft 8 in)
- 높이: 14.76 m (37 ft 1 in)
- 날개면적: 300 m² ()
- 공허중량: 72,000 kg (202,821 lb)
- 유효탑재량: 85,720 kg (188,980 lb)
- 최대이륙중량: 210,000 kg (462,962 lb)
- 엔진: 4× Aviadvigatel D-30 KP turbofan engines, 118 kN (26,500 lbf) 각각
- 특수장비: 3 x UPAZ-1M '사칼린', 파키스탄 공군의 주력기인 F-16을 급유하기 위한 포드

성능
- 최대속도: 850 km/h (460 kn, 530 mph)
- 항속거리: 7,300 km (3,942 nmi, 4,551 mi)
- 상승한도: 12,000 m (39,360 ft)
- 추력대중량비: 0.23

## 같이 보기
- 보잉 KC-135 스트래토탱커